# سانتا مارغريتا دي ستافورا (بافيا)
سانتا مارغريتا دي ستافورا (بالإيطالية: Santa Margherita di Staffora)‏ هي بلدة تقع في مقاطعة بافيا بإقليم لومبارديا في شمال إيطاليا. تبلغ مساحة هذه المدينة 36.7 (كم²)، وترتفع عن سطح البحر م، بلغ عدد سكانها 589 نسمة في عام 2004 حسب إحصاء المعهد الوطني للإحصاء.

## السكان
في سنة 1861 بلغ عدد السكان 1٬639 نسمة، وتطور العدد ليصل في سنة 2011 لـ 513 نسمة.
يظهر هذا المخطط البياني تطور النمو السكاني لـ سانتا مارغريتا دي ستافورا (بافيا)